# Liste von Straßenbahnen mit Schnellverkehr
Diese Liste führt Straßenbahnen auf, die spezielle Linien betreiben oder betrieben haben, die im Gegensatz zu den überall haltenden Regellinien nicht alle Haltestellen bedienen, sondern nur an ausgesuchten und stärker frequentierten Stationen halten. Der Zweck solcher Linien ist der Zeitgewinn.

## Hintergrund
Auf diese Weise bieten manche Verkehrsunternehmen ihren Fahrgästen auf bestimmten, meist besonders nachgefragten, Verbindungen – analog zu den Eilzügen respektive Schnellzügen bei der Eisenbahn – kürzere Reisezeiten an. Diese entstehen, weil an den durchfahrenen Haltestellen weder Brems- und Beschleunigungsvorgänge, noch Fahrgastwechselzeiten anfallen. Jedoch ist das relative Einsparpotential im dichten städtischen Oberflächenverkehr deutlich geringer als bei der Eisenbahn. Dies gilt insbesondere dann, wenn an weniger frequentierten Haltestellen ohnehin nur nach Bedarf gehalten wird und wenn an Ampeln keine ÖPNV-Bevorrechtigung eingerichtet ist.
Viele beschleunigte Straßenbahnkurse verkehren dabei nur als Verstärker in den Hauptverkehrszeiten beziehungsweise im Schülerverkehr, teilweise sind sie auch nur auf Teilstrecken einer Regellinie und/oder nur in Lastrichtung anzutreffen.
Nicht zu verwechseln sind Straßenbahnschnelllinien mit der sogenannten Schnellstraßenbahn, letztere bedient in der Regel alle Haltestellen, ihre kürzeren Reisezeiten verdankt sie der großzügigen Trassierung auf eigenem Gleiskörper.

## Fahrplangestaltung
In der Regel fährt der beschleunigte Kurs an seiner Starthaltestelle kurz vor einem langsamen Regelkurs ab, um dann im weiteren Verlauf der Fahrt dem vorausfahrenden Regelkurs immer dichter aufzurücken. Der Fahrplan ist dabei meist so gestaltet, dass der Schnellkurs den Regelkurs gar nicht oder erst kurz vor der Endstation einholt. Problematisch sind hierbei Verspätungen von Regelkursen, die zur Folge haben, dass der Schnellkurs langsam hinterherfahren muss, was zudem für Irritationen bei den auf den Bahnsteigen wartenden Fahrgästen führen kann. Die für eine beschleunigte Linie ausgewählte Straßenbahnstrecke darf zudem nicht zu stark belastet sein. Bei vier oder fünf Linien wird es dabei schon kompliziert, denn jede neu auf die Strecke treffende Linie bringt aus ihrem Linienweg potentielle Unregelmäßigkeiten für den Betriebsablauf mit.
Nur in Ausnahmefällen überholen Schnellkurse reguläre Kurse, dies ist nur bei entsprechender Gleisinfrastruktur möglich, das heißt Ausweichen, Überholgleise oder viergleisige Streckenabschnitte.

## Bestehende Angebote
Beispiele für Schnellkurse in Straßenbahnnetzen gibt folgende Auflistung, zunächst für derzeit bestehende Angebote, dann für frühere. Vielerorts waren die Schnelllinien vor Einführung elektronischer Anzeigen mit einer roten Liniennummer gekennzeichnet.

### Alicante
Bei der Stadtbahn Alicante fungiert die Linie L1 als Schnelllinie, die von dieser nicht bedienten Stationen übernimmt dabei die Linie L3.

### Bern

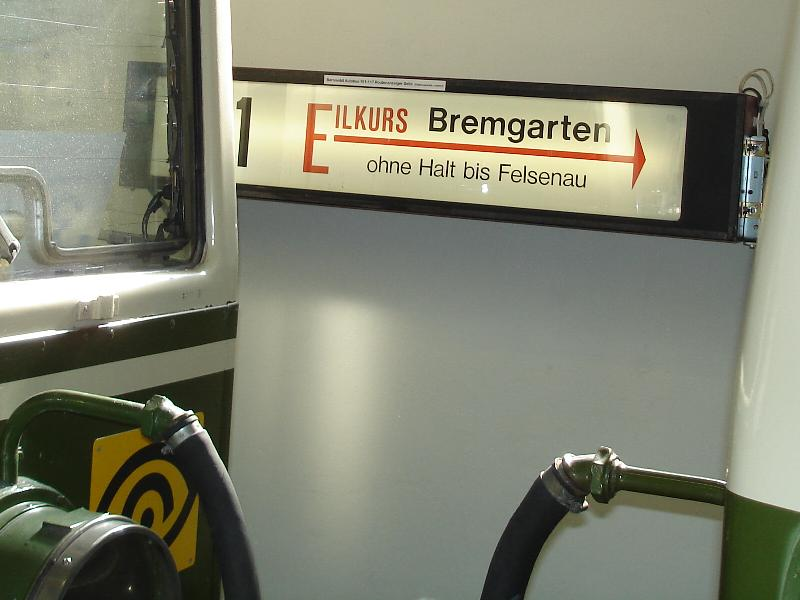
Bern: Historische Rollbandanzeige eines Eilkurses

Bei der Strassenbahn Bern bedient die Linie 6, die 2010 aus der ehemaligen Linie G des Regionalverkehr Bern–Solothurn (RBS) hervorging, nicht die Stationen Luisenstrasse, Thunplatz und Weltpostverein. Zuvor boten die Städtischen Verkehrsbetriebe Bern (SVB) bereits ab November 1958 auf den Strecken Bahnhof – Militärplatz und Bahnhof – Ostring Eilkurse an. Später verkehrten solche auch auf der Linie 1 nach Bremgarten ohne Halt bis Felsenau.

### Bremen
Bei der Straßenbahn Bremen werden die Schnelllinien 1S, 4S und 5S betrieben. Sie sind einige Minuten schneller als die Kurse ihrer Stammlinien. Eine weitere Schnelllinie, die 3S, wurde 2014 eingestellt. An ihre Stelle rückte 2019 die Linie 5, die zwischen Waller Ring und Gröpelingen als Linie 5S mit nur einem Zwischenhalt an der Haltestelle Use Akschen verkehrt, während die Linie 3 in diesem Abschnitt alle Stationen bedient.

### Darmstadt
Bei der Straßenbahn Darmstadt ist die Linie 6, vom Betreiber als „Schnelle 6“ beworben, eine solche Verbindung. Sie fährt parallel zur Linie 8, passiert aber neun von 36 Zwischenhaltestellen ohne Halt. Die ganztags angebotene Verbindung ging 1991 zunächst zwischen der Firma Merck und Eberstadt in Betrieb und wurde später an beiden Enden verlängert. Neue mit Infrarottechnik ausgestattete Signalanlagen sorgten dafür, dass die Schnelllinie als erste Straßenbahn in Darmstadt Vorrang an Ampeln erhielt. Außerdem war die 6 die erste Linie, auf der beim Fahrer keine Fahrkarten mehr gekauft werden konnten. Die Fahrtzeit auf der Strecke verringerte sich von 35 auf 24 Minuten. Die zweite Schnelllinie 10, im November 1993 nach dem gleichen Muster zwischen Böllenfalltor und Griesheim in Betrieb genommen, erwies sich hingegen als Misserfolg. Trotz der deutlichen Fahrtzeitverkürzung von 32 auf 20 Minuten – unter anderem erreichte die Bahn zwischen Griesheim und Mozartturm erstmals 70 km/h – nahm das Publikum das neue Angebot nicht an; Ende 1995 wurde es aufgegeben.

### Düsseldorf

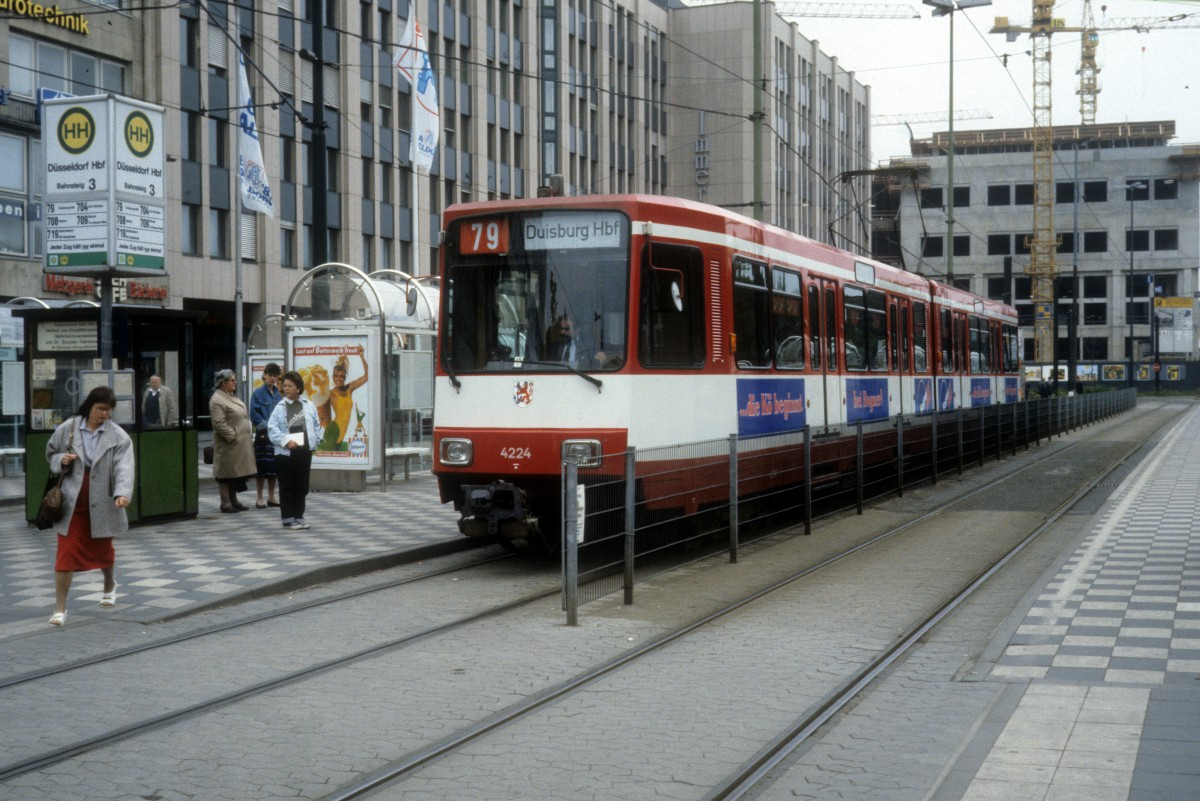
Düsseldorf: Ehemalige Schnelllinie 79 nach Duisburg, 1987. Typisch für Schnelllinien war früher die rote Liniennummer

Die Linie U70 der Stadtbahn Düsseldorf verstärkt seit 1988 in den Hauptverkehrszeiten zwischen dem Düsseldorfer Hauptbahnhof und Krefeld die U76, lässt im Gegensatz zu dieser aber zehn von 25 Zwischenhaltestellen aus. Bis 1988 waren die Linie 76 nach Krefeld (bis 1980 Linie K) und die Linie 79 nach Duisburg (bis 1980 Linie D) Schnelllinien.

### Freiburg
Bei der Straßenbahn Freiburg im Breisgau verkehren anlässlich von Fußballspielen des SC Freiburg im Europa-Park Stadion ab drei Stunden vor Spielbeginn zusätzlich zur regulären Linie 4 vier Sonderlinien. Vor dem Spiel fahren Eilzüge auf der Strecke der Linie 4 ab Hauptbahnhof, aus Richtung Zähringen ab Friedrich-Ebert-Platz und aus Richtung Landwasser ab Runzmattenweg als Eilzug ohne weiteren Halt bis Europa-Park Stadion durch. Eine vierte Linie fährt ab Munzinger Straße bis Europa-Park Stadion mit Halt an allen Haltestellen. Nach Spielschluss starten die vier Sonderlinien von der Dreifach-Haltestelle Europa-Park Stadion ohne Zwischenhalt bis Rathaus im Stühlinger bzw. Friedrich-Ebert-Platz.

### Hannover
Bei der Stadtbahn Hannover fahren auf der Strecke der Linie 10 morgens von Montag bis Freitag drei sogenannte Expresszüge beziehungsweise Expressfahrten als E-Wagen stadteinwärts. In früheren Jahren bestand außerdem auf der Überlandstrecke nach Hildesheim ab dem 18. Mai 1937 ein Straßenbahnschnellverkehr, der Eilzug benötigte für die 30 Kilometer lange Strecke 59 Minuten.

### Karlsruhe

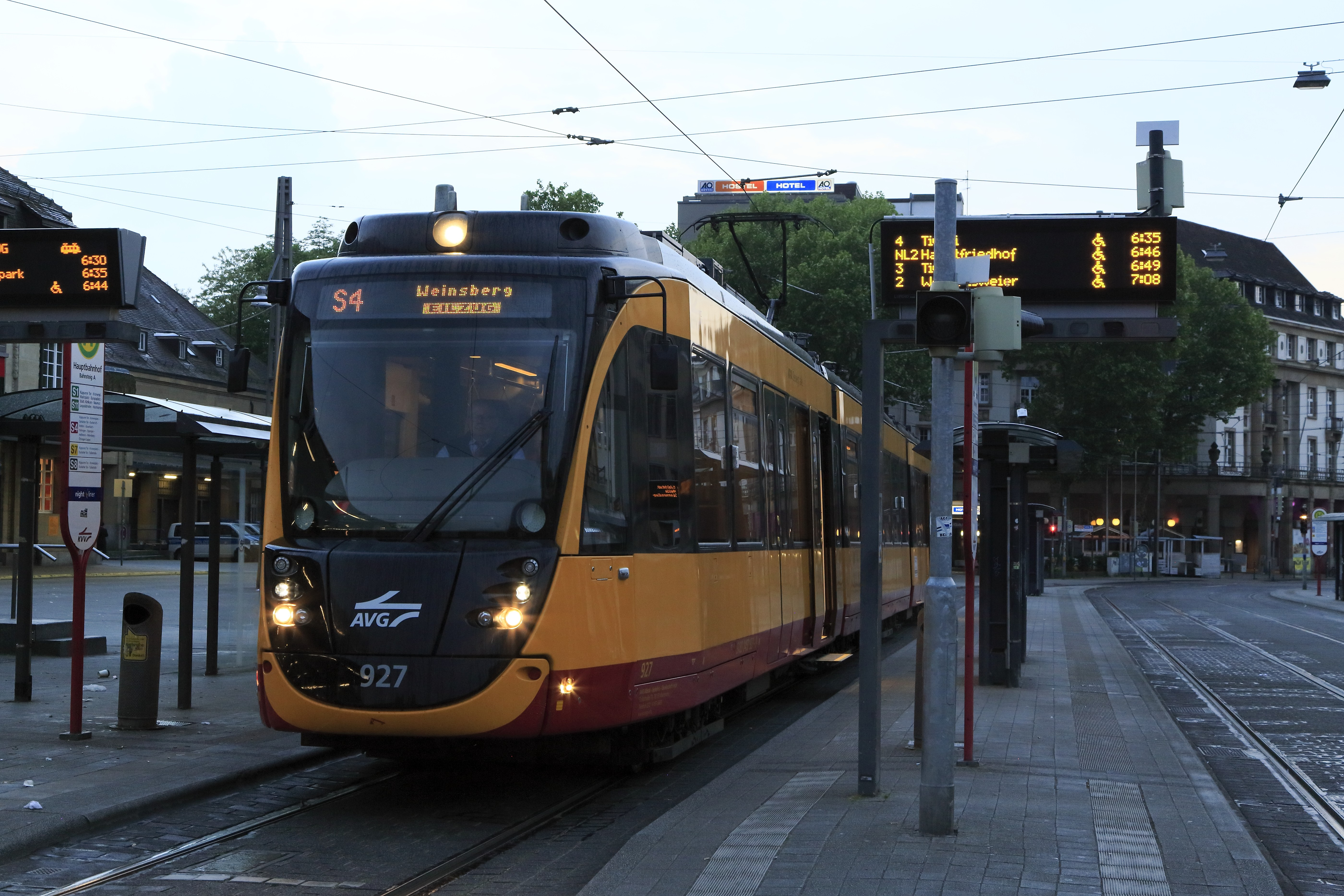
Karlsruhe: ein Eilzug auf der Linie S4 vor dem Hauptbahnhof

Bei der Karlsruher Stadtbahn, die betrieblich eng mit dem Karlsruher Straßenbahnnetz verknüpft ist, verkehren auf den Linien S1, S2, S4, S5 und S51 sogenannte Eilzüge, die auch im BOStrab-Bereich des Netzes bestimmte Halte auslassen. Auch die zwei Schulstraßenbahnlinien 17 und 18 bedienen nur ausgewählte Stationen.

### Kusttram
Die belgische Kusttram bietet seit 2007 auf der Teilstrecke Oostende–Nieuwpoort sogenannte Sneltrams mit dem Produktnamen X-tra an.

### Mannheim/Ludwigshafen
Bei der Straßenbahn Mannheim/Ludwigshafen verknüpft die Expresslinie 8 die Endstelle Mannheim-Rheinau der Linie 1 mit der Endstelle Ludwigshafen-Oppau der Linie 7 und lässt dabei elf Halte aus. Analog dazu fährt die Expresslinie 4X, nur morgens und nur in Lastrichtung, unter Auslassung einiger Stationen vom Bahnhof Bad Dürkheim nach Oppau. Ähnlich fuhren bis Mitte der 2010er Jahre morgens einzelne Züge aus Viernheim bzw. Wallstadt als Expresslinie 5X nach Mannheim Hauptbahnhof. Außerdem verkehrt an Sonn- und Feiertagen die Linie 9 als sogenannter RNV-Express von Heidelberg über Mannheim und Ludwigshafen am Rhein nach Bad Dürkheim. Seit 2016 verkehrt die Linie 9 auch regulär zwischen Oggersheim und Mannheim als Expresszug mit Auslassung von elf Halten.
Bis 1985 existierte außerdem die in den 1970er Jahren eingeführte Schnelllinie 28 von Mundenheim nach Ludwigshafen-Oppau. Sie hatte den gleichen Linienweg wie die Linie 8, wobei zu den Hauptverkehrszeiten nur die Linie 8 fuhr und alle Haltestellen bediente, während außerhalb der Hauptverkehrszeiten nur die Linie 28 verkehrte und einzelne Haltestellen ohne Halt durchfuhr.

### Ulm
Bei der Straßenbahn Ulm verkehrt seit dem 2. September 2023 anlässlich von Heimspielen des SSV Ulm 1846 eine Express-Linie zwischen Kuhberg und Donaustadion, wobei unterwegs nur die Zwischenhaltestellen Ehinger Tor, Hauptbahnhof, Theater und Willy-Brandt-Platz bedient werden.

### Würzburg
Bei der Straßenbahn Würzburg ergänzen an Schultagen die Linien 504 und 505 das reguläre Angebot der Linien 3 und 5. Diese Straßenbahn-Schnellzüge halten zwischen den Haltestellen Sanderring und Berner Straße nur noch an der Umsteigehaltestelle Reuterstraße. 2019 waren es morgens vier und mittags zwei Züge.

### Zürich

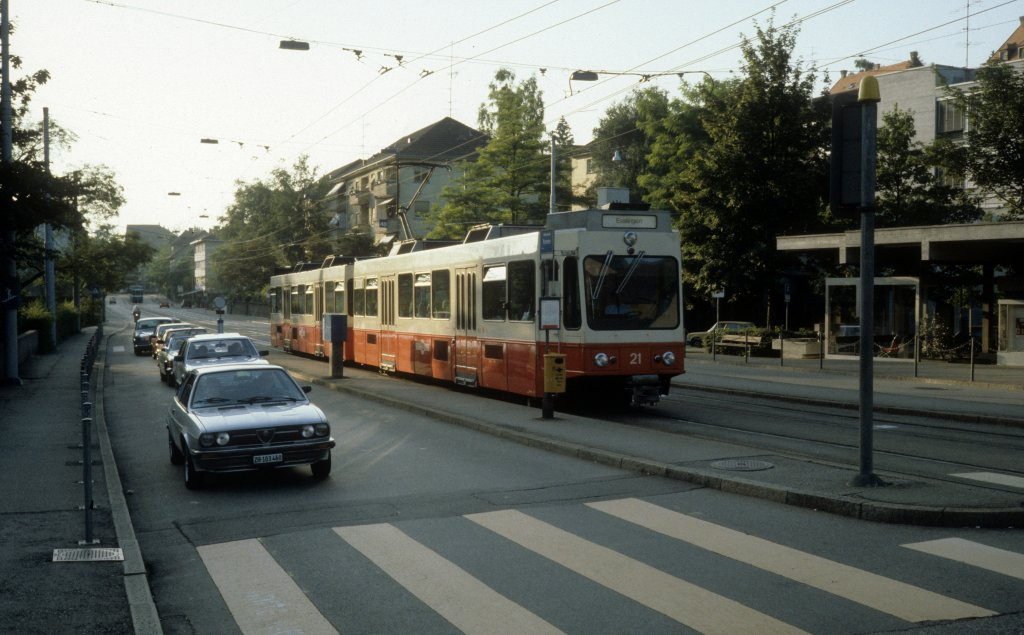
Zürich: Ein Zug der Forchbahn passiert die Station Burgwies ohne Halt, 1983

Im Zürcher Tramnetz fungiert die Linie S 18 der Forchbahn AG als Schnelllinie, sie fährt an den Haltestellen Signaustrasse, Hedwigsteig, Wetlistrasse, Burgwies und Friedhof Enzenbühl ohne Halt durch.

## Ehemalige Angebote

### Aachen
Nach dem Erfolg entsprechender Schnellkurse auf der Linie 22 zwischen Aachen und Eschweiler, die als S/22 bezeichnet waren und ab 1950 verkehrten, führte die Straßenbahn Aachen 1951 auf weiteren Außenstrecken Schnelllinien ein. Dies waren die Linien A nach Eschweiler, B nach Sief und C nach Merkstein. Sie bewährten sich aufgrund der überwiegend eingleisigen Überlandstrecken jedoch nur bedingt, woraufhin die Linie A schon 1953 eingestellt wurde. Die zunehmende Reduzierung des Gesamtnetzes führte außerdem zur Verkürzung der Linien B (ab 1956 als Linie W nur noch bis Walheim) und C (ab 1956 als Linie H nur noch bis Herzogenrath). Nach Einstellung der Herzogenrather Strecke im Jahr 1959 existierte dann nur noch die Linie W, die wiederum 1960 durch einzelne Schnellfahrten der Linie 35 ersetzt wurde. Diese bestanden bis zur Stilllegung der Walheimer Strecke im Januar 1967.

### Basel
Bei der Strassenbahn Basel fuhren früher in den Stoßzeiten Eilkurse auf der Linie 11 vom Aeschenplatz bis Surbaum und auf der Linie 14 nach Aesch, diese Einsätze endeten im Juli 1970.

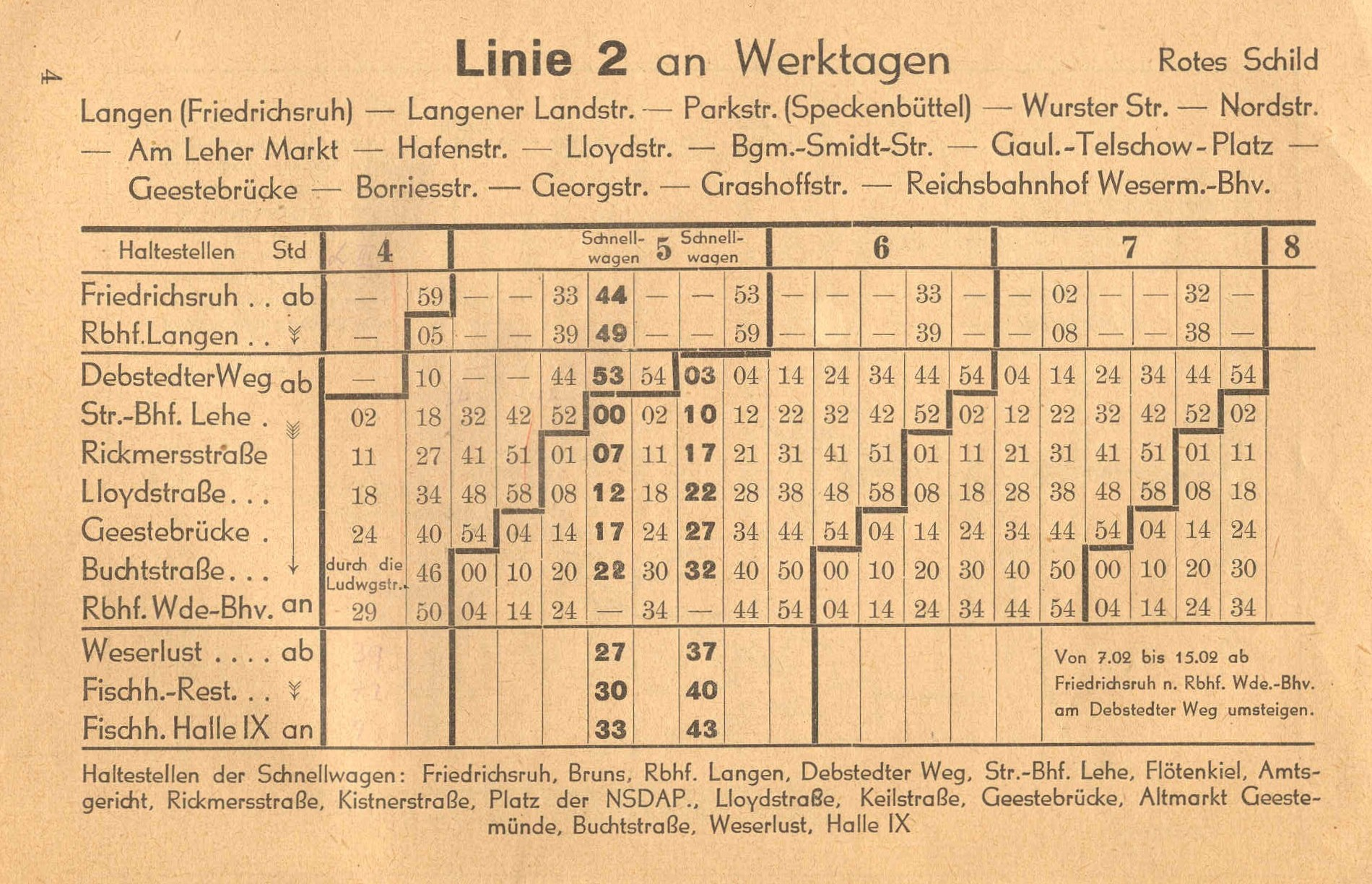
Schnellwagen: Fahrplanheft 1940

### Bremerhaven
Im Streckennetz der Bremerhavener Straßenbahn gab es ab den 1930er-Jahren auf der Linie 2 sogenannte Schnellwagen in den Fischereihafen, die nur ausgewählte Haltestellen bedienten.

### Dresden
Bei der Straßenbahn Dresden verband von Februar bis Oktober 1927 die zuschlagpflichtige Eillinie 30 die Innenstadt mit Freital, bewährte sich jedoch nicht. Im Jahr 1930 existierte, nur einige Wochen lang, die Eillinie E15 von Coswig zum Hauptbahnhof, welche die reguläre Linie 15 ergänzte. Ab dem 12. Dezember 1994 fuhr dann der sogenannte „CitySprinter“ mit der Liniennummer 51 zunächst zwischen Bühlau und Plauen. Ab dem 29. Oktober 1995 fuhr dieser dann von Bühlau nach Gorbitz, bevor das Angebot 1999 wieder eingestellt wurde.

### Essen

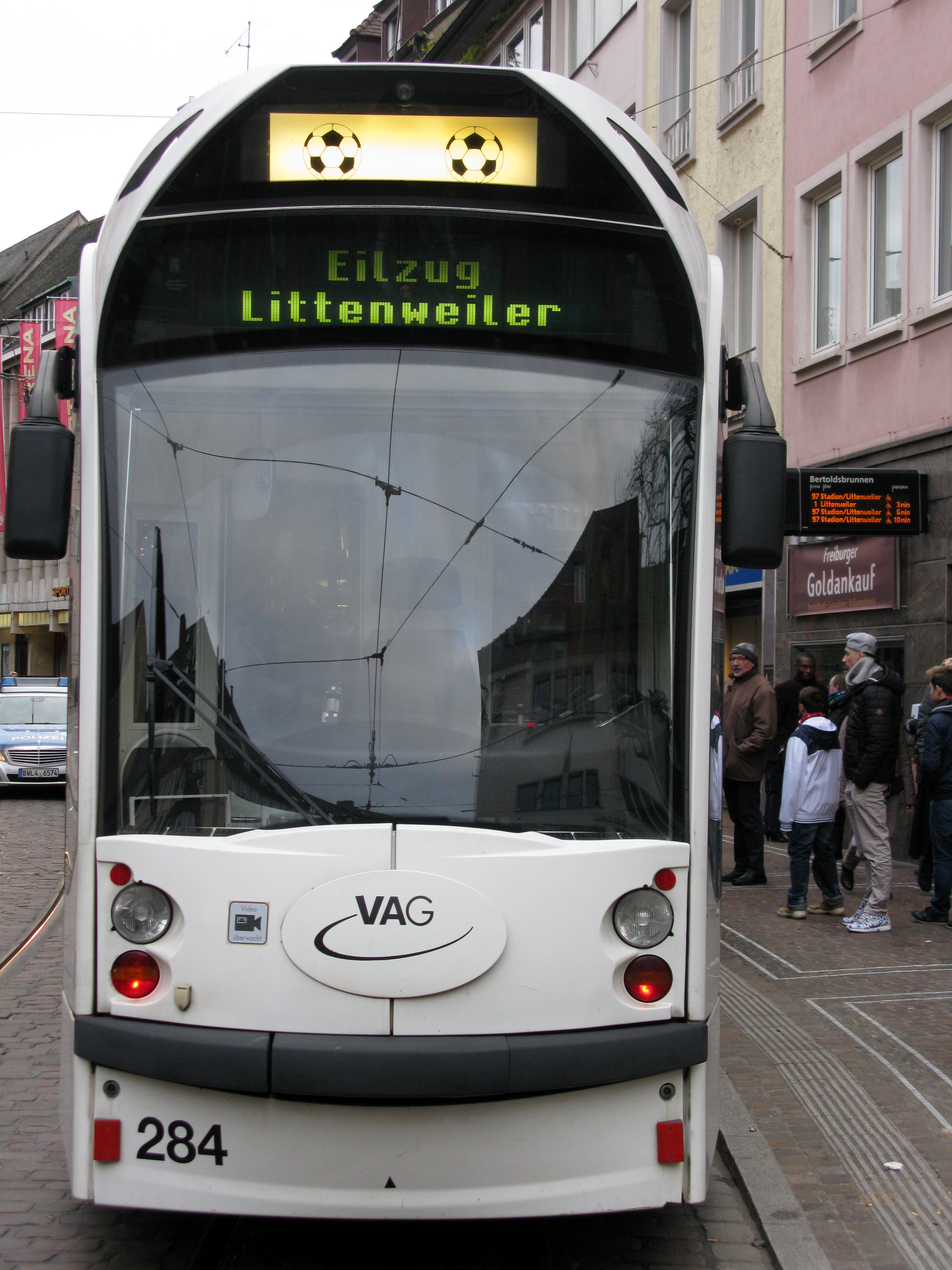
Freiburg im Breisgau: Ein Eilzug anlässlich eines Fußballspiels im Dreisamstadion

Bei der Straßenbahn Essen und der Straßenbahn Mülheim gab es ab dem 18. Mai 1952 werktags zwischen dem Essener Hauptbahnhof bzw. Porscheplatz und Mülheim Stadtmitte/Bahnstraße Schnellverkehr auf der Linie D, deren Wagen nicht alle Haltestellen bedienten und somit eine geringere Fahrzeit benötigten. Der zur Benutzung zu entrichtende Zuschlag brachte aber nicht die erwünschte Fahrgastnachfrage, so dass diese Linie am 7. April 1958 letztmals angeboten wurde. Zuvor bestand bereits von 1924 bis 1928 in Form der Straßenbahnlinie 58 von Essen-Steele über Kupferdreh nach Wuppertal ein Schnellverkehr, der sich allerdings durch die Konkurrenz der Eisenbahn auf der Strecke Essen–Wuppertal nicht bewährte.

### Freiburg
Bei der Straßenbahn Freiburg im Breisgau verkehrten anlässlich von Fußballspielen des SC Freiburg im Dreisamstadion auf der Strecke der Linie 1 zusätzliche Eilzüge. Vor dem Spiel fuhren diese ab der Haltestelle Bertoldsbrunnen ohne weiteren Halt bis Römerhof durch, auf der Rückfahrt nach Spielschluss hielten sie erstmals an der Haltestelle Oberlinden. Seit Oktober 2021 spielt der SC Freiburg im neuen Europa-Park-Stadion (siehe oben).

### Görlitz
Bei der Straßenbahn Görlitz verkehrte ab dem 1. Februar 1946 bis mindestens 1955 im Berufsverkehr eine Schnelllinie „S“ zwischen dem Elektroschaltgerätewerk, heute Rosa-Luxemburg-Straße, in Rauschwalde und dem Demianiplatz in der Stadtmitte. Ab dem 1. Juni 1987 fuhr dann, wiederum nur im Berufsverkehr, einige Jahre lang eine Schnelllinie 4 vom Neubaugebiet Königshufen zum Demianiplatz.

### Kassel
Bei der Straßenbahn Kassel ergänzten früher zwei Schnelllinien die regulären Linien 4 und 5. Bei der Linie 4S handelte es sich dabei um zwei zum 20. August 2007 als Ersatz für die eingestellte RegioTram-Linie RT2 eingerichtete Expressfahrten von Hessisch Lichtenau nach Mattenberg, die die Haltestellen Helsa-Waldhof, Oberkaufungen Mitte, Rieckswiesen, Niederkaufungen Mitte, Industriestraße, Am Kupferhammer und Forstfeldstraße nicht bedienten. Die Linie 5S von Baunatal zur Holländischen Straße bediente folgende Haltestellen nicht: in Baunatal Hünstein und Albert-Einstein-Straße sowie in Kassel Altenbaunaer Straße, Keilsbergstraße, Brüder-Grimm-Straße, Bahnhof Niederzwehren und Park Schönfeld.

### München
Bei der Straßenbahn München ging zum Sommerfahrplan 1930 mit der Linie 29 zwischen Pasing und dem Hauptbahnhof die erste „Eillinie“ in Betrieb. Ihre Wagen überholten diejenigen der Linie 19 auf halber Strecke, dadurch konnte die Fahrzeit um zehn auf zwanzig Minuten verkürzt werden. Schon vier Jahre später wurde die Eillinie wegen der Behinderungen durch den steigenden Kfz-Verkehr wieder eingestellt.

### Nürnberg–Fürth
Im Nürnberger Straßenbahnnetz existierte von 1927 bis 1939 die Schnelllinie 31, die von Nürnberg nach Fürth fuhr. Sie hielt zwischen den beiden Städten nur dreimal, Regellinie mit Halt überall war die Linie 1. Dabei bedienten diese Linien jeweils eine Trasse, die zuvor in ähnlicher Form von der Ludwigseisenbahn (dem Adler) bedient worden war und heute von der U1 der U-Bahn Nürnberg bedient wird.

### Potsdam

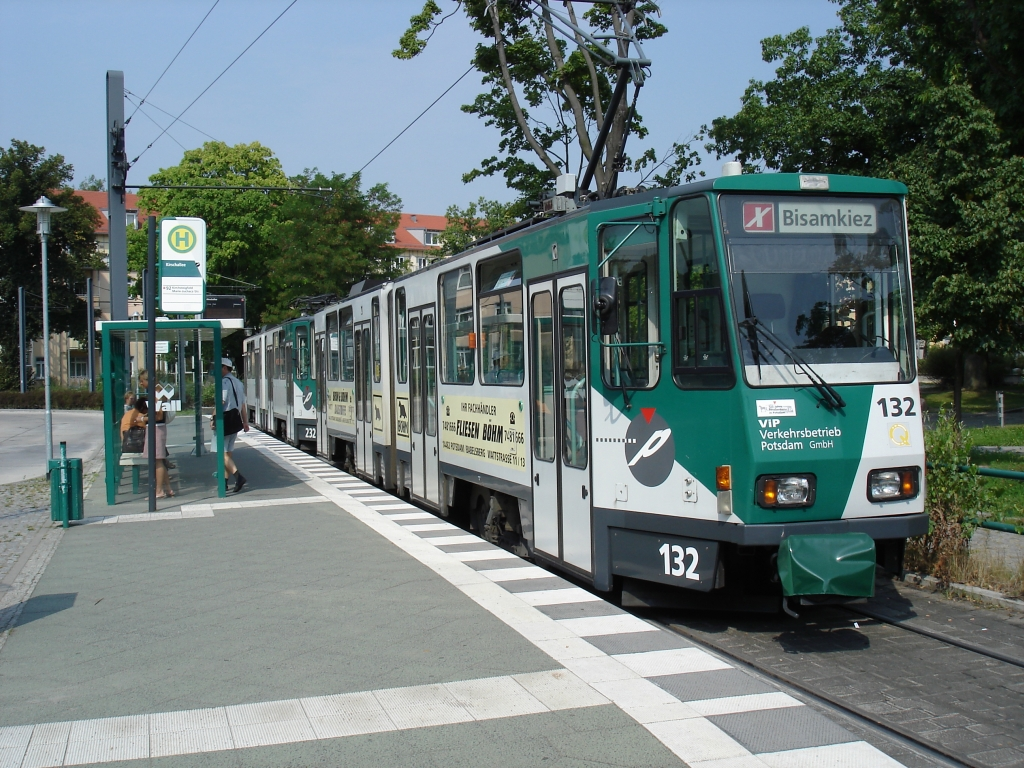
Ein Zug der ehemaligen Potsdamer Expresslinie X98, 2005

Die Straßenbahn Potsdam führte im Jahr 2000 im Rahmen des neuen Fahrplankonzepts Takt 2000 erstmals zwei Expresslinien mit den Bezeichnungen X93 und X98 ein, die in den Hauptverkehrszeiten die regulären Linien verstärkten. Schon 2001 wurde die Linie X93 durch eine neue Linie X91 ersetzt, die wiederum 2003 entfiel. 2010 wandelte der Verkehrsbetrieb Potsdam schließlich auch die einzig verbliebene Expresslinie X98 in die überall haltende Linie 98 um. Die Expresszüge selbst waren dabei nur mit einem weißen X auf rotem Grund gekennzeichnet, die Angabe der zugehörigen Liniennummer entfiel.

### Saarbrücken
Die Straßenbahn Saarbrücken führte im Oktober 1949 einen Schnellverkehr nach Spiesen ein. Dreimal morgens und abends befuhr die Linie 9S die Strecke in 43 statt der sonst üblichen 68 Minuten mit der regulären Linie 9. Möglich machte die Fahrzeitverkürzung neben dem Auslassen von Haltestellen das Überholen des Normalverkehrs an Ausweichstellen. Beide Linien wurden im November 1958 durch den Oberleitungsbus Saarbrücken ersetzt.

### Utrecht
Von 2009 bis 2014 verkehrte auf dem Netz der Sneltram Utrecht die Spitstram 260, eine Expressversion der Linie 60 zwischen Utrecht Centraal und Nieuwegein Zuid.